# 5180 Ohno
5180 Ohno eller 1989 GF är en asteroid i huvudbältet som upptäcktes den 6 april 1989 av de båda japanska astronomerna Kazuro Watanabe och Tetsuya Fujii vid Kitami-observatoriet. Den är uppkallad efter Keiko Ohno.
Asteroiden har en diameter på ungefär 5 kilometer.